# Henriette Schmidt-Bonn
Henriette Schmidt-Bonn (* 5. Dezember 1873 in Bonn; † 27. April 1946 in Willingshausen) war eine deutsche Malerin und Grafikerin.

## Leben
Henriette Schmidt-Bonn besuchte die Malschule Becker-Leber und wurde ab 1905 von Heinrich Otto in Düsseldorf unterrichtet. Durch ihn lernte sie auch die Willingshäuser Malerkolonie kennen, die sie mit ihrer Malerfreundin Lili von Asten 1911 erstmals und ab da regelmäßig besuchte. Schmidt-Bonn war befreundet mit Wilhelm Thielmann. 1942 zog sie, nachdem ihre Wohnung in Düsseldorf durch Bombenangriffe zerstört worden war, ganz nach Willingshausen.

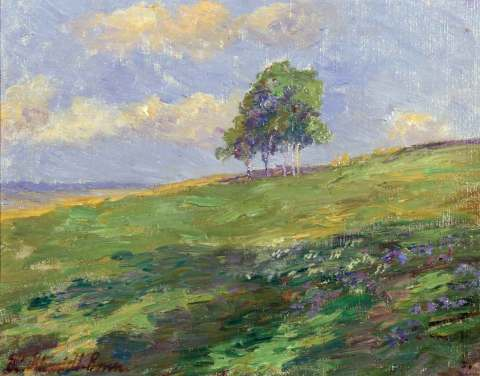
Henriette Schmidt-Bonn Birkengruppe bei Willingshausen

Ihr Werk umfasst „vielgestaltige Landschaftsporträts mit bäuerlich-dörflicher Architektur, während das Haupt- und Spätwerk der Schilderung Willingshausens, der umliegenden Dörfer und Kleinstädte, der hessischen Landschaft sowie einzelner Bäume oder ganzer Gruppen gewidmet ist. Henriette Schmidt-Bonn bediente sich dabei einer realistischen Stilsprache und formulierte ihre Beobachtungen in den Medien der Handzeichnung, Aquarell und Radierung – weniger in Öl, selten im Holzschnitt“.

## Museale Rezension
- Landschaft bei Willingshausen o. J. Willingshäuser Malerstübchen im Gerhardt Wilhelm von Reutern Haus, Willingshausen